# Дзержинское муниципальное образование
Дзержинское сельское поселение — сельское поселение в составе Иркутского района Иркутской области.
Административный центр — посёлок Дзержинск.

## Границы
Согласно закону «О статусе и границах муниципальных образований Иркутского района Иркутской области»

"…За начальную точку границы муниципального образования принята точка на северо-западной границе взлётно-посадочной полосы аэропорта «Иркутск» в 1 км от восточной оконечности взлётно-посадочной полосы, далее граница проходит вдоль северовосточной стороны взлётно-посадочной полосы, пересекает авиакеросинопровод «Ангара — аэропорт „Иркутск“ в районе мемориала „Память“ и проходит по территории автогаражного кооператива № 61. Далее граница поворачивает на северо-восток, проходит по восточным границам автогаражного кооператива № 61, по задворкам частной застройки по ул. Молодёжная, 1, идёт по пересечению ул. Дорожная в районе усадьбы № 51 и № 53-Б. Далее граница проходит по берёзовой роще между жилой застройкой г. Иркутска и п. Дзержинск, затем поворачивает в сторону стыка границ садоводств „Просвещение“ и „Питомник декоративных культур“ и выходит к руслу р. Ушаковка. Здесь смежество границ с г. Иркутском заканчивается; далее граница под острым углом поворачивает на юго-запад прямо в сторону взлётно-посадочной полосы, пересекает автодорогу „Иркутск — Пивовариха“ в 1 км от с. Пивовариха и приходит в исходную точку на северо-западной границе взлётно-посадочной полосы».

## Населённые пункты
В состав муниципального образования входят населённые пункты:
- посёлок Дзержинск